# FetLife
FetLife es una web de la tipología de redes sociales que aglutina a personas interesadas en BDSM, fetichismo y perversión. En su página de inicio, FetLife se describe a sí misma "Como Facebook, pero dirigida por pervertidos como tú y yo". El "Fet" en el nombre se refiere a "fetiche". FetLife se distingue de la competencia al destacarse como una red social en lugar de un sitio de citas. Por principio, apoya las prácticas sexuales marginales o menos frecuentes.

## Historia
FetLife fue lanzada en enero de 2008 por John Kopanas (también conocido por su nombre de usuario John Baku), un ingeniero de software en Montreal, Quebec. Frustrado por los intentos de encontrar mujeres que tuvieran los mismos intereses sexuales que él, Baku creó una web en 2007 llamada "FriendsWithFetishes". Mientras trabajaba en la versión 2.0 de FriendsWithFetishes, Baku decidió lanzarla como una web diferenciada y la llamó FetLife. James Golick fue el director de tecnología. En 2009, Bakú recibió el premio Community Choice (Man) Award como parte de los Pantheon of Leather Awards.
La web es gratuita y debe crearse una cuenta para acceder a ella. Al principio, cualquier miembro podía crear un grupo dedicado a cualquier fetiche que quisiera. Sin embargo, en enero de 2017, FetLife cerró temporalmente la posibilidad de crear nuevos grupos. Al mismo tiempo, eliminaron cientos de grupos existentes que incluían palabras como sangre, agujas, violación e incesto. La posibilidad de crear nuevos grupos se restableció poco después. Hay muchos grupos dedicados a responder preguntas temáticas, como "Preguntar a una sumisa", "Preguntar a un dominante", "BDSM para Principiantes", ''24/7'', etc. Los grupos se pueden buscar por palabras contenidas en el nombre del grupo.

## Características
Todos los miembros nuevos están inscritos de forma predeterminada en el grupo  Fetlife Announcements (Anuncios de Fetlife), que tenía en 2022  más de 10 millones de miembros. En España los registrados son 101.048 y los grupos 168 (22 de abril de 2024). Hay un estudio en curso sobre los registrados españoles a cargo de hache: «Estudio estadístico sobre roles y preferencias de usuarios de Fetlife».
Cualquier usuario puede publicar un evento con fecha, ubicación, precio, código de indumentaria requerido u otra información. El propietario o administrador del evento puede ocultar el lugar exacto y solo revelarlo a los participantes que lo pregunten de manera privada. Los usuarios, en la página de un Evento, pueden indicar que "asistirán" (Going) o "quizás asistirán" (Maybe going).
Todos los usuarios de la web tienen un perfil personal. Un miembro puede tener múltiples perfiles de afiliado, pero aunque ello ha estado en contra de los términos de uso del sitio sockpuppets, en junio de 2024 se implementó tener abiertas simultáneamente todos los perfiles o cuentas en un solo inicio de sesión. Hay 12 opciones posibles de "orientación sexual", además de "No aplicable" y más de 60 opciones de "rol" siendo posible tener un rol principal que aparece junto al nick y otros de manera subordinada. Los grupos a los que pertenece el miembro y los fetiches que le "gustan" o "le interesan" se muestran como parte de su perfil. Más allá de esto, el miembro registrado puede escribir un texto a manera de presentación (About) que se publica en su perfil sin límite de extensión. Todos los perfiles son visibles de forma predeterminada para todos los miembros, aunque un miembro puede bloquear a otro miembro. Esta acción es irreversible. Un usuario puede desactivar temporalmente su perfil; sin necesidad de borrarlo su perfil será invisible a los demás usuarios.
Un usuario puede indicar a quiénes tiene como "Amigos", o sigue (Following) entre los demás registrados en la web; también es visible en su perfil quiénes le siguen. Desde ese momento, puede recibir notificaciones de la actividad en la web del Amigo (por ejemplo, a qué grupos se une el Amigo, qué nuevas relaciones establece, si cambia de rol y qué textos publica o qué comentarios hace). Se requiere solicitud y la posterior aceptación del Amigo.
Los miembros también pueden indicar que están en una o más relaciones. Un menú separado permite que un miembro indique específicamente cualquier relación D/s (dominación/sumisión) en la que pueda estar. Se puede opcionalmente especificar de qué otro usuario se trata.
Los miembros pueden intercambiar mensajes privados con cualquier otro miembro. En 2013 se implementó una función de chat limitada, que permitía a los miembros chatear con otras personas con las que eran amigos: esta función se suspendió en 2016. En 2020, se hizo posible seleccionar si se desea recibir mensajes de cualquier miembro o solo de seguidores y amigos. Desde 2025 es visible en cada perfil la fecha (mes, año) en que se unió a Fetlife y el número de registrado.
Cada usuario puede publicar escritos (entradas de diario, erótica y notas), fotografías y videos. Si bien la web es gratuita, los videos solo pueden ser vistos por miembros que pagan. Aquellos que hacen una contribución financiera reciben en su perfil una insignia de "Apoyo a FetLife".
Cualquier usuario puede comentar un escrito, foto o video de otro. Los comentarios son públicos y no se pueden cambiar después de su publicación, pero pueden ser eliminados por quien inició el hilo, quien también puede optar porque nadie haga comentarios o sólo quien tiene como 'Amigos' o cerrarlos.
La función de búsqueda se halla deliberadamente limitada para evitar que los miembros encuentren, aplicando criterios de criba, usuarios con características específicas, como la edad, el rol o el sexo. Fetlife lo justifica para fomentar en los usuarios interactuar en la vida real fuera de la web. Además, los escritos no se pueden buscar por tema o palabra clave; solo están disponibles a través de la página de perfil del autor. A partir de 2020 es posible agregar etiquetas a los escritos y pies de foto así como buscar un escrito a través de las etiquetas.
El 7 de junio de 2024 Fetlife implementó para los usuarios de lengua española una interfaz supuestamente en español, pero no normativo y gramaticalmente correcto, sino ideologizado mediante el llamado lenguaje inclusivo. En lugar de los géneros gramaticales masculino y femenino correspondientes a los sexos (por ejemplo, "sumisa/o"; "compañera/o", etc), Fetlife incorporaba los inexistentes en español "sumise", "compañere", "amigues", etc, de conformidad con la terminación creada por los ideólogos y activistas del lenguaje no sexista. Fue de inmediato repudiado por los usuarios que en numerosos hilos, status y grupos manifestaron haber puesto su interfaz en inglés para no ver aquella traducción fraudulenta a una lengua inexistente. También, entre otros desaciertos señalados y repudiados, un hiperbólico me encanta en lugar del me gusta habitual en las redes.

## Críticas
En 2012, FetLife fue el centro de una polémica sobre su política de que los usuarios se comprometen a no "hacer acusaciones penales contra otro miembro en un foro público". Esta política ha sido objetada por los usuarios sobre la base de que censurar publicaciones de víctimas de agresión sexual que nombran a usuarios depredadores les impide advertir a otros. El razonamiento de FetLife sobre esta política es que los usuarios pueden acusar a otros de un delito, lo que podría ser difamatorio si las acusaciones fueran falsas o indemostrables.
El sitio no está indexado por los motores de búsqueda y, en parte debido a esto, los críticos han argumentado que FetLife se presenta como más privado de lo que es.
En abril de 2017, Brendt Christensen, el asesino de Yingying Zhang, accedió a FetLife para explorar temas como "Abduction 101" y subprocesos como "Fantasía de abducción perfecta" y "planificación de un secuestro".
Con el paso de los años el uso que de la web hacen los usuarios ha evolucionado desde la temática BDSM o mundo Kinkster, a utilizarla a modo de Facebook, Whatsapp o Instagram, donde los usuarios en abierto hablan sobre cualquier cosa, o mera web de contactos sexuales estilo Tinder.